# Idiosoma smeatoni
Espèce
Synonymes
- Aganippe smeatoni Hogg, 1902

Idiosoma smeatoni est une espèce d'araignées mygalomorphes de la famille des Idiopidae.

## Distribution
Cette espèce est endémique d'Australie-Méridionale.

## Description
La carapace du mâle holotype mesure 8 mm de long sur 4 à 7 mm et l'abdomen 9 mm de long sur 7 mm.

## Étymologie
Cette espèce est nommée en l'honneur de Thomas Drury Smeaton.

## Publication originale
- Hogg, 1902 : On some additions to the Australian spiders of the suborder Mygalomorphae. Proceedings of the Zoological Society of London, vol. 1902, no 2, p. 121-142 (texte intégral).